# Reggenza di Ogan Komering Ulu Meridionale
La reggenza di Ogan Komering Ulu Meridionale (in indonesiano: Kabupaten Ogan Komering Ulu Selatan) è una reggenza dell'Indonesia, situata nella provincia di Sumatra Meridionale.